# Roué Verveer
Roué Verveer (Paramaribo, 17 november 1972) is een Surinaams-Nederlands cabaretier, presentator en acteur.

## Levensloop
Verveer groeide op in Paramaribo en behaalde er zijn vwo-diploma. Hij vertrok naar Nederland om te studeren en volgde in 1992-1993 de studie Econometrie aan de Universiteit van Amsterdam. Na een jaar hield hij het voor gezien en hij volgde van 1993 tot 1995 de hbo-opleiding Bank en Financiën, waar hij eveneens voortijdig mee stopte. In 1995 keerde Verveer terug naar Suriname, kwam er in aanraking met stand-upcomedy en deed mee aan een talentenjacht.
In 1999 vestigde Verveer zich met zijn vrouw in Nederland. Via Eric van Sauers kwam hij in contact met Raoul Heertje en sloot zich datzelfde jaar nog aan bij diens comedygezelschap Comedytrain. Verveer combineerde enkele jaren zijn optredens met zijn baan bij Postbank Effecten en internetbedrijf Worldcom. Begin 2002 zegde hij zijn baan op en ging hij zich volledig richten op het maken van theatershows. In 2003-2004 speelde hij zijn eerste avondvullende theaterprogramma, genaamd Eigen vermogen, een titel met een dubbele betekenis en een knipoog naar Verveers achtergrond in de financiële sector.
In 2010 en 2011 trad Verveer samen met Murth Mossel, Jandino Asporaat en Howard Komproe op onder de naam Caribbean Combo. In het najaar van 2011 presenteerde hij samen met Daphne Bunskoek het NTR-programma De Slavernij. In 2014 speelde Verveer samen met onder anderen Jörgen Raymann een bijrol in de familiefilm Heksen bestaan niet.
In 2017 vormde Verveer een dansduo met Edsilia Rombley in het dansprogramma Dance Dance Dance, ze eindigden op de vierde plaats. In 2022 was Verveer te zien als drag in het televisieprogramma Make Up Your Mind. In datzelfde jaar was hij de verteller van de derde editie van het programma Scrooge Live.
In november 2024 werd hij onderscheiden als Ridder in de Ereorde van de Gele Ster.

## Cabaretprogramma's
- 2001-2003: Uit het niets
- 2003-2005: Eigen Vermogen (R.I.P)
- 2005-2007: Met andere woorden
- 2007-2009: Voorwaardelijk Vrij
- 2009-2011: Mans Genoeg
- 2010-2011: Caribbean Combo: Daar zal je ze hebben
- 2011-2012: Caribbean Combo: de kerstspecial
- 2011-2013: In zeer goede staat
- 2012: Caribbean Combo: Ze ZIJN er weer!
- 2013: Typisch Surinaams
- 2013-2015: FF wat anders
- 2016: Gabbers – Live in Ziggo Dome (met Jandino Asporaat, Philippe Geubels en Guido Weijers)
- 2016: Tjar a Lobi
- 2015-2017: Op het laatste moment
- 2017: Gabbers 2 – Live in Ziggo Dome (met Jandino Asporaat, Philippe Geubels en Guido Weijers)
- 2017-2019: Heppie de Peppie
- 2018: Gabbers 3 – Live in Ziggo Dome (met Ali B, Najib Amhali en Martijn Koning)
- 2020-2022: Omdat het niet anders kan
- 2024-heden: Gewoon Roué

## Filmografie

### Televisie
- 2004: Weltevreden op 10 – NPS, rol: Percy Weltevreden
- 2007: Tequila – BNN
- 2010: Hints – KRO
- 2011: Mag ik u kussen? – AVRO
- 2011: De Slavernij – NTR
- 2012: De Slimste Mens – NCRV
- 2014: Alles mag op vrijdag - RTL 4
- 2014: De Sterren van Bethlehem – EO
- 2016: De Kist - EO
- 2016-2017: Beste Kijkers - RTL 4
- 2017: Big Fish Klaas – AVROTROS
- 2017: Dance Dance Dance – RTL 4
- 2018: Het zijn net mensen - RTL 4
- 2019: Mars tegen Venus - Net5
- 2022: Marble Mania - SBS6
- 2022: Make Up Your Mind – RTL 4
- 2022: Scrooge Live – MAX
- 2023: LOL: Last One Laughing – Prime Video
- 2023: Oh, wat een jaar! - RTL 4
- 2023: Ranking the Talent - SBS6
- 2023: Top 4000 Muziekquiz - SBS6
- 2024: Doet-ie 't of doet-ie 't niet - RTL4
- 2024: Deze week in de reclame - PowNed
- 2024: Moordfeest - SBS6

### Nasychronisatie
- 2001-2002: Tuttels – KinderTV, Nederlandse stem de Beer
- 2003: Kangaroo Jack – overige stemmen
- 2004: SharkTale – Nederlandse stem van de Kwal
- 2008: Madagascar 2 – overige stemmen
- 2010: Free Willy – overige stemmen
- 2011: The Muppets – Dr. Teeth
- 2013: Turbo – Angelo
- 2013: Disney Infinity – Ramone
- 2014: Muppets Most Wanted – Dr. Teeth
- 2018: Pieter Konijn – Jan Willem de Haan
- 2025: Daffy & Porky redden de wereld: The Day the Earth Blew Up – Porky Pig

### Film
- 2014: Heksen bestaan niet, als oom van Katie
- 2015: Fashion Chicks, als Gerard
- 2022: Costa!!, als Ronald
- 2022: Foodies, als Henry
- 2022: Bon Bini Holland 3, als kapitein cruiseschip
- 2024: Opa Cor, als Ronnie

- Gemeinsame Normdatei: 1072242699
- International Standard Name Identifier: 0000 0004 4997 3540
- Nederlandse Thesaurus van Auteursnamen: 310477298
- Virtual International Authority File: 316389226
- WorldCat: E39PBJjCP8pTQFcdmwhCW746rq